# Cikalovka, Ivankiv
Cikalovka (în ucraineană Чкаловка) este un sat în comuna Termahivka din raionul Ivankiv, regiunea Kiev, Ucraina.

## Demografie
Componența lingvistică a localității Cikalovka
     Ucraineană (98,72%)
     Rusă (1,28%)
Conform recensământului din 2001, majoritatea populației localității Cikalovka era vorbitoare de ucraineană (98,72%), existând în minoritate și vorbitori de rusă (1,28%).